# Norwegian Air Sweden
Norwegian Air Sweden – szwedzkie linie lotnicze, z siedzibą w Stockholmie będąca oddziałem Norwegian Air Shuttle. Utworzony 20 listopada 2018 roku, obsługuje Boeing 737 MAX 8 z regularnymi usługami z Port lotniczy Sztokholm-Arlanda. Wszystkie samoloty są zarejestrowane w Szwecji.